# Avondale (Canterbury)
Pour les articles homonymes, voir Avondale.
Avondale est une banlieue de Christchurch, dans l’Île du Sud de la Nouvelle-Zélande.

## Situation
Elle est localisée à 6 km au nord-est du centre-ville de Christchrurch (en), à proximité de la rivière Avon, à 4 km au nord-ouest de son estuaire (en).
La banlieue est centrée sur Avondale Road, ainsi nommé en raison de sa proximité avec la rivière Avon.
Elle dispose d'un parc de bonne taille sur Mervyn Drive, appelé Avondale Park.
Ce parc a une aire de jeux pour les petits enfants, un court de tennis, un terrain de basketball, et un terrain de football en hiver.
Dans Avondale, il y a une vaste zone vacante classée en zone rouge non constructible, pour des activités telles que les loisirs ou les promenades de chiens ,.

## Éducation
L’école intermédiaire de Chisnallwood (en) est la principale école « intermédiaire » de la banlieue est, située à Avondale.

## Tremblement de terre de Canterbury
Lors des tremblements de terre de 2010 et 2011 à Christchurch, Avondale a été durement touchée par les dommages causés aux terrains et aux bâtiments par la liquéfaction du sol. Une partie d’Avondale a été déclarée zone rouge résidentielle (en) par le gouvernement.
Le gouvernement a considéré que la reconstruction des infrastructures dans cette zone n'était pas rentable et les propriétés des résidents furent achetées par le gouvernement dans le cadre de ce qui a été appelé un « programme volontaire mais coercitif ». Les résidents étaient libres de refuser le rachat de leur maison par le gouvernement ; le gouvernement a averti que le fait de rester sur place entrainerait une absence d’assurance, d’infrastructures, et de services municipaux , .
La déclaration de zone rouge du gouvernement fut considérée illégale par la Haute Cour en août 2013, au motif qu'elle n'était pas conforme au Canterbury Earthquake Recovery Act (en).
En 2014, de nombreuses routes restaient encore endommagées à Avondale, posant des problèmes de circulation aux résidents, et les berges de la rivière Avon durent être reconstituées et consolidées pour éviter les inondations.
Encore récemment, des toilettes publiques provisoires étaient présentes dans certaines rues à cause de la destruction des égouts.
Des travaux de réparation des bâtiments, des égouts et des routes sont actuellement en cours (2015) dans la banlieue.